# پیرگیاه بهاره
پیرگیاه بهاره (نام علمی: Senecio vernalis) نام یک گونه از سرده پیرگیاه است.